# Trillion (Band)
Trillion war eine US-amerikanische Progressive-Rock-Band, die 1978 und 1980 zwei Alben veröffentlichte. Ihr Stil lehnte sich an den erfolgreicher Bands wie Journey, Kansas oder Styx an und verarbeitete Melodic-Rock-Passagen mit dichten Instrumentalparts.
Die aus Chicago stammenden Patrick Leonard (Keyboard) und Bill Wilkens (Schlagzeug) spielten mit Fergie Frederiksen (Gesang), Frank Barbalace (Gitarre) und Ron Anaman (Bass) zusammen und spielten ein nach dem Bandnamen betiteltes Debütalbum mit Produzent Gary Lyons bei Epic Records ein, das allerdings kein kommerzieller Erfolg wurde. Auch Tourneeauftritte mit Heart, Aerosmith und Styx brachten wenig mehr Verkäufe. Für die zweite, 1980 erschienene LP Clear Approach wurde nach internen Streitigkeiten Sänger Frederiksen durch Thom Griffin ersetzt. Nach erneutem Misserfolg und dem Abgang von Bandleader Leonard gaben die anderen Musiker nach kurzer Zeit ebenfalls auf.

## Alben
- Trillion, 1978, Sony
- Clear Approach, 1980, Epic